# Rokometni klub Velika Nedelja
Rokometni klub Velika Nedelja je slovenski rokometni klub iz Velike Nedelje. Njegova domača dvorana je Športna dvorana Velika Nedelja . Člansko moštvo igra v  2. DRL, kar je  tretja slovenska liga. 